# Paydirekt
Die Paydirekt GmbH (Eigenschreibweise paydirekt) war ein deutscher Zahlungsdienstleister, der ab 2015 das gleichnamige Online-Bezahlverfahren deutscher Banken und Sparkassen betrieb. Seit Mai 2021 wurde das Bezahlverfahren unter dem Namen Giropay angeboten, nachdem zuvor der konkurrierende Zahlungsdienstleister übernommen und die Bezahlsysteme zusammengelegt wurden.
Zum Jahresende 2024 wurde Giropay eingestellt. Die Paydirekt GmbH wird im Laufe des Jahres 2025 abgewickelt.

## Geschichte
Der Bezahldienst Paydirekt ging im August 2015 unter Beteiligung von 40 Banken in die Pilotphase. Beteiligt waren sowohl private Banken, als auch die Genossenschaftsbanken sowie die Sparkassen. Am 17. August 2015 wurde die erste Transaktion eines Kunden getätigt.
Die Beteiligungen verteilen sich wie folgt:
- 33,33 % GIZS (für Sparkassen-Finanzgruppe)
- 33,33 % DZ Bank (für Volks- und Raiffeisenbanken)
- 16,67 % Commerzbank/Comdirect
- 16,67 % Deutsche Bank/Postbank

Am 15. Januar 2019 wurde bekannt, dass die paydirekt Beteiligungsgesellschaft privater Banken mbH (ING, HVB, Targobank, OLB, Degussa Bank und National-Bank, Santander, Südwestbank, Flessabank, MLP, Volkswagen Bank und Consorsbank) ihre 11,1 % Beteiligung an Paydirekt zum 31. Dezember 2019 gekündigt hat. In der Folge wurden die freigewordenen Aktienanteile der Poolbanken per 1. Januar 2020 von der Commerzbank und der Deutschen Bank jeweils hälftig übernommen. Sie erhöhten somit ihren jeweiligen Anteil von 11,1 % auf 16,67 %.
Zum 1. Dezember 2020 wurde Giropay von Paydirekt übernommen. Im Laufe der Zeit sollte es zu einer Verschmelzung beider Dienste kommen. Das gemeinsame Produkt wurde von der Paydirekt GmbH unter dem Markennamen Giropay betrieben. Unter diese Dachmarke wurde auch das Bezahlverfahren Kwitt integriert. Die mehrmonatige Verschmelzungsphase begann am 10. Mai 2021.
Zum 31. Dezember 2024 wurden die Bezahldienste Paydirekt/Giropay von der deutschen Kreditwirtschaft eingestellt. Im Laufe des Jahres 2025 soll die Paydirekt GmbH abgewickelt werden.

### Teilnehmende Banken
Im August 2016 waren folgende Banken mit über 1.400 einzelnen Instituten an Paydirekt angeschlossen: 1822direkt, Comdirect Bank, Commerzbank, Consorsbank, Degussa Bank, Deutsche Bank, Flessabank, Hypovereinsbank, GLS Bank, ING-DiBa, National-Bank, Norisbank, Oldenburgische Landesbank, Postbank, PSD Banken, Santander, Sparda-Banken, Sparkassen, Baden-Württembergische Bank, Südwestbank, Targobank sowie Volks- und Raiffeisenbanken.
Die Targobank hatte die Teilnahme zum 31. Oktober 2021 gekündigt.

## Betreiberunternehmen und teilnehmende Banken
Die Paydirekt GmbH war verantwortlich für den Aufbau, den Betrieb und die Weiterentwicklung des Bezahlverfahrens. Sie beschäftigte ca. 130 Mitarbeiter und hatte ihren Sitz in Frankfurt am Main. Das Unternehmen ging am 25. Juni 2015 (Handelsregistereintragung) aus der 2014 gegründeten GIMB Gesellschaft für Internet- und mobile Bezahlungen mbH, Frankfurt am Main – durch Umfirmierung – hervor. Die Geschäftstätigkeit wurde in der 2. Jahreshälfte 2015 aufgenommen.

## Funktionsweise des Bezahlsystems Paydirekt
Um sich für Paydirekt erstmals registrieren zu können, benötigten die Kunden ein Girokonto bei einer teilnehmenden Bank oder Sparkasse mit einem Onlinebanking-Zugang. Über einen dort zu findenden Link gelangte der Kontoinhaber zur Paydirekt-Nutzerregistrierung, in der er seinen Nutzernamen und sein Passwort für Paydirekt festlegte. Anschließend konnte Paydirekt als Bezahlverfahren verwendet werden. Vor Abschluss eines Kaufs mussten Nutzername und Passwort eingegeben werden. Gelegentlich wurde die Bezahlung mittels TAN-Abfrage geprüft.
Genauso wie Giropay, aber im Unterschied zu anderen Bezahldiensten (z. B. Sofortüberweisung) war Paydirekt kein Drittanbieter, sondern eine Zusatzfunktion des Girokontos. Die Zahlung wurde direkt über das Girokonto des Käufers abgewickelt und an das Konto des Händlers gesendet. Die Konto-Informationen wurden dabei weder an den Händler noch an einen Drittanbieter weitergegeben. paydirekt fungierte als zentraler Softwaredienst zur Zahlungsabwicklung. Bei der Zahlungsabwicklung erhob Paydirekt Transaktionsdaten, die über den Umfang einer normalen Überweisung hinausgingen. Dazu gehörten beispielsweise Lieferadresse und gegebenenfalls die einzelnen Positionen eines Warenkorbs (sofern der Shop-Betreiber diese an Paydirekt übermittelte). Da das System in Deutschland betrieben wurde, galten der deutsche Datenschutz und das deutsche Bankgeheimnis. Alle Zahlungen wurden auf dem Kontoauszug, im Onlinebanking und der Paydirekt-App angezeigt. Bei entsprechender Kontodeckung erhielt der Händler nach der Eingabe eine sofortige Bestätigung der Zahlung und konnte die Ware verschicken.
Seit Anfang Juli 2017 konnten sich Nutzer des Dienstes zudem mit einer entsprechenden App gegenseitig Geld überweisen. Zunächst sollte die neue Funktion in einer Beta-Phase getestet werden und Kunden der Deutschen Bank, Commerzbank, Comdirect, Hypovereinsbank, Oldenburgischer Landesbank und Postbank zur Verfügung stehen. Schrittweise sollte der Service auch Kunden der genossenschaftlichen Finanzgruppe (Raiffeisenbanken und Volksbanken) zugänglich gemacht werden.
Die Paydirekt GmbH speicherte Transaktionsdaten von Paydirekt-Zahlungen. Diese Daten beinhalteten eine Transaktions-ID und eine Transaktionsreferenz. Zusätzlich wurden Informationen zum Inhalt des Warenkorbes gespeichert, die die Paydirekt GmbH vom Händler erhielt, sofern er dies unterstützte. Diese Daten ermöglichten der Paydirekt GmbH und der Bank eine Identifizierung der Transaktion, so dass eine sehr genaue Zuordnung zu dem jeweiligen Kunden möglich war.
Unter anderem zur Abwicklung von Rückerstattungen wurden Transaktionsdaten von der Paydirekt GmbH an die Bank übermittelt. Im Fall von Paydirekt-Zahlungen mit abgekürztem Kaufprozess übermittelte die Paydirekt GmbH die vom Teilnehmer hinterlegten Liefer- und Rechnungsadressen an den entsprechenden Händler, aus denen der Teilnehmer die gewünschte Adresse auswählen konnte. Die Bank autorisierte Zahlungen an den Händler durch Einschaltung der Paydirekt GmbH. Zahlungen mit Paydirekt wurden gern als bankinterne Funktion beworben.

## Mitbewerber und Kritik
Der Online-Bezahldienst PayPal hat nach eigenen Angaben in Deutschland über 23 Millionen aktive Kunden (Stand: 2019). Knapp 900 der größten Online-Shops in Deutschland akzeptieren die Online-Bezahlung mit PayPal. Deshalb wurde Kritik laut, der Markteintritt komme zu spät, das Bezahlverfahren sei von den Banken anfangs nicht beworben worden und sei nicht nutzergerecht implementiert. Neben PayPal sind in Deutschland zahlreiche weitere Bezahldienste als Mitbewerber am Markt, beispielsweise Sofortüberweisung und Amazon Pay. Die Sparkassen versuchten 2017, über eine AGB-Änderung eine automatische Registrierung bei Paydirekt vorzunehmen. Dies wurde von den Landesdatenschutzbehörden untersucht. 2018 wurde bekannt, dass über Paydirekt monatlich lediglich etwa 40.000 Transaktionen getätigt werden. Laut einer von der Deutschen Bundesbank beauftragten Studie nutzten Käufer im Internet 2021 in 4 % der Fälle Paydirekt bzw. Giropay. 84 % gaben PayPal, 8 % Klarna an. Bei der Zahlung zwischen Personen (Person-to-Person / P2P) wurde in 7 % der Fälle Giropay genutzt.
In den Medien wurde 2017 die automatische Weitergabe von Stammdaten von Sparkassen-Kunden an Paydirekt kritisiert, sofern diese nicht explizit widersprachen.